# 大森志郎
大森 志郎（おおもり しろう、1905年2月4日 - 1992年9月9日）は、日本史・民俗学者。

## 来歴
福島県生まれ。1928年東北帝国大学史学科卒。同大学院、南満州鉄道撫順図書館長、建国大学教授。戦後、東京女子大学教授、1956年「魏志倭人伝の研究」で東北大学文学博士。創価大学教授。

## 著書
- 上代日本と支那思想 拓文堂 1944
- 魏志倭人伝の研究 宝文館 1955
- 米と人口と歴史 元々社 1955 (民族教養新書)
- 曠野のはてに 作文社 1966
- 歴史と民俗学 岩崎美術社 1967 (民俗民芸双書)
- ひとりぼっちの漱石忌 東京作文社 1970.5
- 米の話 1970 (潮新書)
- やまたのをろち 学生社 1970
- 日本文化史論考 創文社 1975

## 共編
- 日本文化論纂 拓文堂 1939
- 日本文化史講座 全6巻 肥後和男共編 明治書院 1958-1959
- 日本史ハンドブック 遠藤元男共編 朝倉書店 1963

## 参考
- 著書の略歴